# هموگلوبینومتر
هموگلوبینومتر یک دستگاه پزشکی است که برای اندازه‌گیری غلظت هموگلوبین در خون استفاده می‌شود. این دستگاه می‌تواند با روش اندازه‌گیری اسپکتروفتومتری غلظت هموگلوبین را تعیین کند. هموگلوبینومترهای قابل حمل، اندازه‌گیری آسان و راحت متغیرهای هماتولوژیک (خون‌شناسی) را به ویژه در مناطقی که آزمایشگاه‌های کلینیک در دسترس نیستند، فراهم می‌کند.
طبق دستورالعمل‌های سازمان ملی کنترل ایدز (NACO) برای نتایج دقیق و غربالگری انبوه، آنالیز با استفاده از هموگلوبینومتر روشی است که برای اندازه‌گیری جذب کل خون در نقطه Hb/HbO2/Isobestic بر اساس فناوری میکروکووت مانند HemoCue 301 و Mokshit-Chanda-AM005A استفاده می‌شود.

## دستگاه‌ها

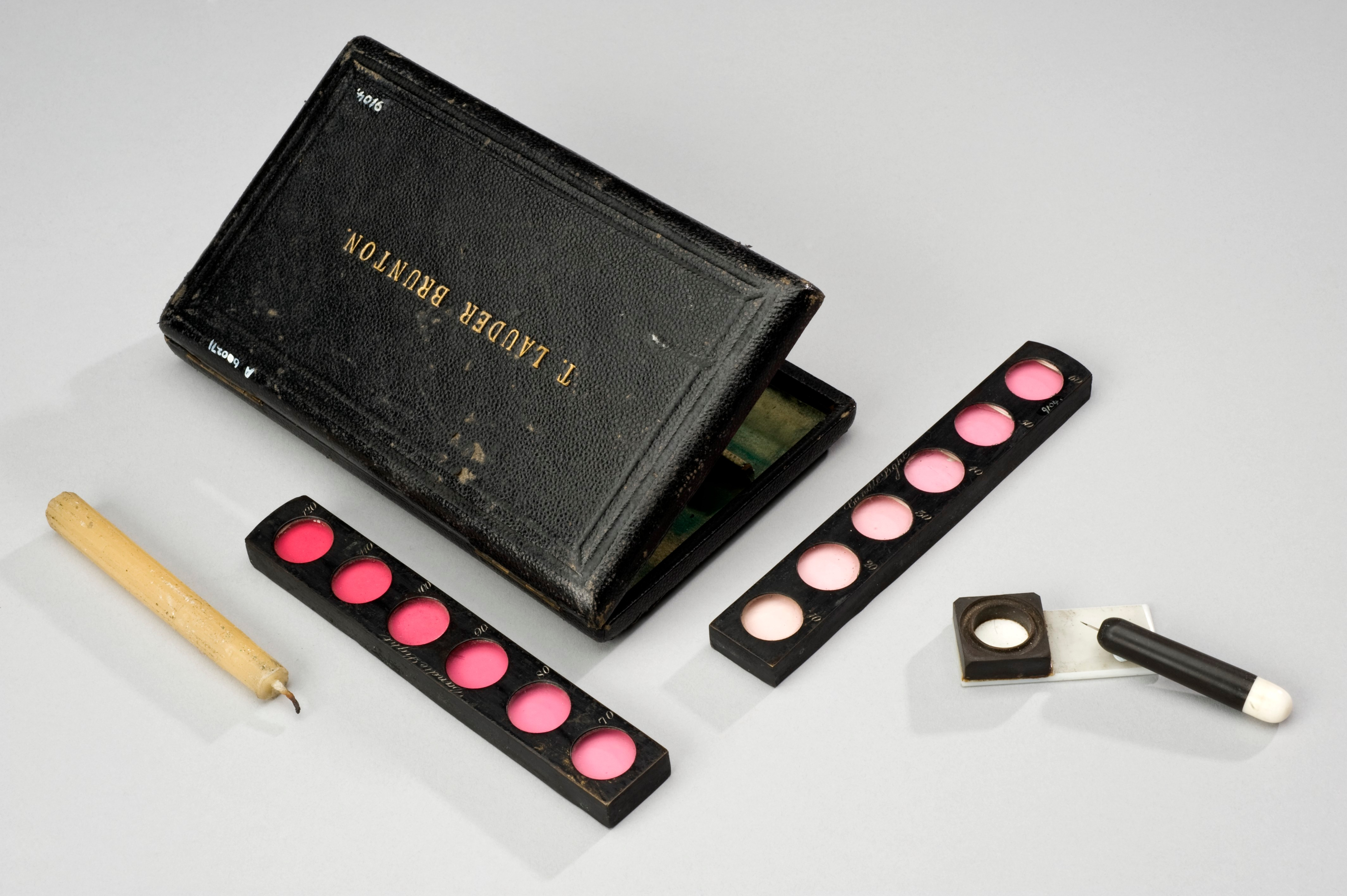
هموگلوبینومتری که نمونه خون را با طیف‌های رنگی مقایسه می‌کند، در حدود ۱۸۵۰ - ۱۹۵۰ استفاده می‌شد.
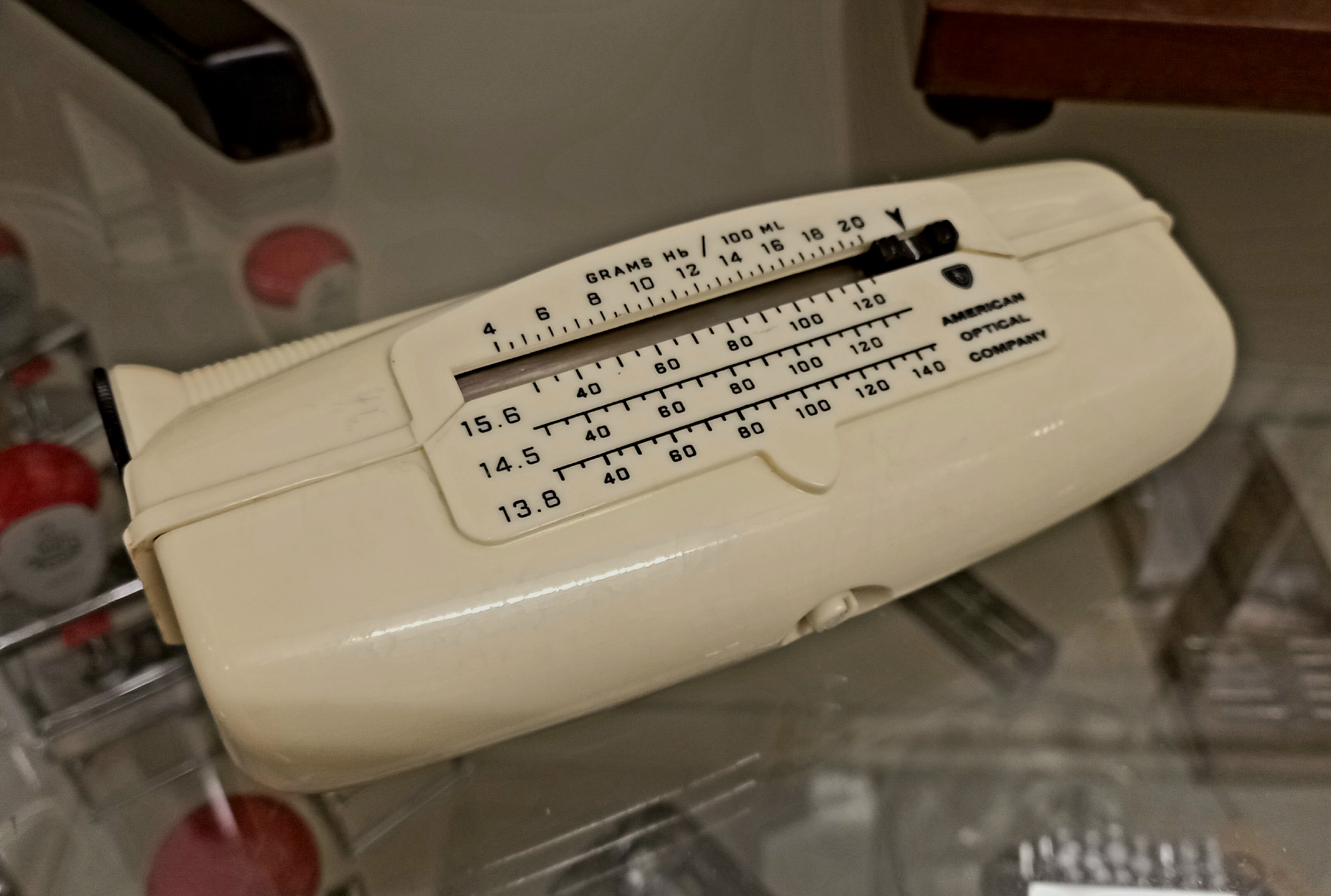
هموگلوبینومتر ساخته شده توسطشرکت اپتیکال آمریکا. نور یک لامپ در دو مسیر به سمت چشمی حرکت می‌کند. یک مسیر از طریق نمونه خون و دیگری از طریق یک فیلتر قابل تنظیم می‌گذرد. وقتی که روشنایی دو مسیر برابر باشد، سطح هموگلوبین را می‌توان روی دستگاه خواند. چنین دستگاه‌هایی در دهه ۱۹۴۰ ساخته شدند.